# Rexea
Rexea es un género de peces de la familia Gempylidae. Fue descrito por el zoólogo Edgar Ravenswood Waite en 1911.

## Especies
- Rexea alisae C. D. Roberts y A. L. Stewart, 1997
- Rexea antefurcata Parin, 1989
- Rexea bengalensis (Alcock, 1894)
- Rexea brevilineata Parin, 1989
- Rexea nakamurai Parin, 1989
- Rexea prometheoides (Bleeker, 1856)
- Rexea solandri (G. Cuvier, 1832)